# Selecció de futbol del Camerun
La Selecció de futbol del Camerun és l'equip representatiu del país a les competicions oficials. Està dirigida per la Federació Camerunesa de Futbol (en francès, Fédération Camerounaise de Football), pertanyent a la CAF.
És una de les seleccions més importants d'Àfrica. Ha guanyat en quatre ocasions la Copa d'Àfrica de Nacions, en els anys de 1984, 1988, 2000 i 2002.
En la Copa del Món ha participat en cinc ocasions. En la Copa del Món Italia 1990, va arribar fins als quarts de final, on va caure front a Anglaterra per 2-3. Però la seva actuació sempre ha estat destacada en cada participació.

## Estadístiques
- Participacions en la Copa del Món = 5
- Primera Copa del Món = 1982
- Millor resultat a la Copa del Món = Quarts de final (1990)
- Participacions en la Copa d'Àfrica = 15
- Primera Copa d'Àfrica = 1970
- Millor resultat a la Copa d'Àfrica = Campió (1984, 1988, 2000 i 2002)
- Participacions olímpiques = 2
- Primers Jocs Olímpics = 1984
- Millor resultat olímpic =  Medalla d'or (2000)

## Competicions internacionals

### Participacions en la Copa del Món
Campions      Finalistes      Tercers      Quarts
Un requadre vermell indica que eren amfitrions del campionat.
| Historial a la Copa del Món | Historial a la Copa del Món | Historial a la Copa del Món | Historial a la Copa del Món | Historial a la Copa del Món | Historial a la Copa del Món | Historial a la Copa del Món | Historial a la Copa del Món | Historial a la Copa del Món |
| Edició                      | Ronda                       | Posició                     | PJ                          | PG                          | PE                          | PP                          | GF                          | GC                          |
| --------------------------- | --------------------------- | --------------------------- | --------------------------- | --------------------------- | --------------------------- | --------------------------- | --------------------------- | --------------------------- |
| 1930                        | Integrada a França          | Integrada a França          | Integrada a França          | Integrada a França          | Integrada a França          | Integrada a França          | Integrada a França          | Integrada a França          |
| 1934                        | Integrada a França          | Integrada a França          | Integrada a França          | Integrada a França          | Integrada a França          | Integrada a França          | Integrada a França          | Integrada a França          |
| 1938                        | Integrada a França          | Integrada a França          | Integrada a França          | Integrada a França          | Integrada a França          | Integrada a França          | Integrada a França          | Integrada a França          |
| 1950                        | Integrada a França          | Integrada a França          | Integrada a França          | Integrada a França          | Integrada a França          | Integrada a França          | Integrada a França          | Integrada a França          |
| 1954                        | Integrada a França          | Integrada a França          | Integrada a França          | Integrada a França          | Integrada a França          | Integrada a França          | Integrada a França          | Integrada a França          |
| 1958                        | Integrada a França          | Integrada a França          | Integrada a França          | Integrada a França          | Integrada a França          | Integrada a França          | Integrada a França          | Integrada a França          |
| 1962                        | No hi participà             | No hi participà             | No hi participà             | No hi participà             | No hi participà             | No hi participà             | No hi participà             | No hi participà             |
| 1966                        | Hi renuncià                 | Hi renuncià                 | Hi renuncià                 | Hi renuncià                 | Hi renuncià                 | Hi renuncià                 | Hi renuncià                 | Hi renuncià                 |
| 1970                        | No es classificà            | No es classificà            | No es classificà            | No es classificà            | No es classificà            | No es classificà            | No es classificà            | No es classificà            |
| 1974                        | No es classificà            | No es classificà            | No es classificà            | No es classificà            | No es classificà            | No es classificà            | No es classificà            | No es classificà            |
| 1978                        | No es classificà            | No es classificà            | No es classificà            | No es classificà            | No es classificà            | No es classificà            | No es classificà            | No es classificà            |
| 1982                        | Primera fase                | 17s                         | 3                           | 0                           | 3                           | 0                           | 1                           | 1                           |
| 1986                        | No es classificà            | No es classificà            | No es classificà            | No es classificà            | No es classificà            | No es classificà            | No es classificà            | No es classificà            |
| 1990                        | Quarts de final             | 7s                          | 5                           | 3                           | 0                           | 2                           | 7                           | 9                           |
| 1994                        | Primera fase                | 22s                         | 3                           | 0                           | 1                           | 2                           | 3                           | 11                          |
| 1998                        | Primera fase                | 25s                         | 3                           | 0                           | 2                           | 1                           | 2                           | 5                           |
| 2002                        | Primera fase                | 20s                         | 3                           | 1                           | 1                           | 1                           | 2                           | 3                           |
| 2006                        | No es classificà            | No es classificà            | No es classificà            | No es classificà            | No es classificà            | No es classificà            | No es classificà            | No es classificà            |
| 2010                        | Primera fase                | 31s                         | 3                           | 0                           | 0                           | 3                           | 2                           | 5                           |
| 2014                        | Primera fase                | 32s                         | 3                           | 0                           | 0                           | 3                           | 1                           | 9                           |
| 2018                        | No es classificà            | No es classificà            | No es classificà            | No es classificà            | No es classificà            | No es classificà            | No es classificà            | No es classificà            |
| 2022                        | Primera fase                | 19s                         | 3                           | 1                           | 1                           | 1                           | 4                           | 4                           |
| 2026                        | Pendent                     | Pendent                     | Pendent                     | Pendent                     | Pendent                     | Pendent                     | Pendent                     | Pendent                     |
| 2030                        | Pendent                     | Pendent                     | Pendent                     | Pendent                     | Pendent                     | Pendent                     | Pendent                     | Pendent                     |
| 2034                        | Pendent                     | Pendent                     | Pendent                     | Pendent                     | Pendent                     | Pendent                     | Pendent                     | Pendent                     |
| Total                       | Quarts de final             | Quarts de final             | 26                          | 5                           | 8                           | 13                          | 22                          | 47                          |

### Participacions en la Copa d'Àfrica
| 1957 | No participà     | 1976 | No es classificà | 1994 | No es classificà |
| 1959 | No participà     | 1978 | No es classificà | 1996 | 1a ronda         |
| 1962 | No participà     | 1980 | No es classificà | 1998 | 4s de final      |
| 1963 | No participà     | 1982 | 1a ronda         | 2000 | Campió           |
| 1965 | No participà     | 1984 | Campió           | 2002 | Campió           |
| 1968 | No es classificà | 1986 | Subcampió        | 2004 | 4s de final      |
| 1970 | 1a ronda         | 1988 | Campió           | 2006 | 4s de final      |
| 1972 | 3a posició       | 1990 | 1a ronda         | 2008 | Subcampió        |
| 1974 | No es classificà | 1992 | 4a posició       | 2010 | 4s de final      |

- Els requadres en vermell indica que la Copa s'organitzà al Camerun.

### Participacions en la Copa Confederacions
- 2001 - Primera fase
- 2003 - Final - 2n lloc

## Jugadors
Els següents 23 jugadors han estat convocats per la Copa del Món 2014
| Dorsal | Posició | Jugador             | Data de naixement/edat | Partits    | Gols        | Club                    |
| ------ | ------- | ------------------- | ---------------------- | ---------- | ----------- | ----------------------- |
|        | POR     | Charles Itandje     | 2 de novembre de 1982  | {{{caps}}} | {{{goals}}} | Konyaspor               |
|        | POR     | Sammy N'Djock       | 25 de febrer de 1990   | {{{caps}}} | {{{goals}}} | Fethiyespor             |
|        | POR     | Loïc Feudjou        | 14 d'abril de 1992     | {{{caps}}} | {{{goals}}} | Coton Sport             |
|        | DEF     | Nicolas N'Koulou    | 27 de març de 1990     | {{{caps}}} | {{{goals}}} | Olympique de Marsella   |
|        | DEF     | Aurélien Chedjou    | 20 de juny de 1985     | {{{caps}}} | {{{goals}}} | Galatasaray SK          |
|        | DEF     | Joël Matip          | 8 d'agost de 1991      | {{{caps}}} | {{{goals}}} | FC Schalke 04           |
|        | DEF     | Henri Bedimo        | 4 de juny de 1984      | {{{caps}}} | {{{goals}}} | Olympique de Lió        |
|        | DEF     | Benoit Assou-Ekotto | 24 de març de 1984     | {{{caps}}} | {{{goals}}} | Queens Park Rangers FC  |
|        | DEF     | Dany Nounkeu        | 11 d'abril de 1986     | {{{caps}}} | {{{goals}}} | Beşiktaş JK             |
|        | DEF     | Allan Nyom          | 10 de maig de 1988     | {{{caps}}} | {{{goals}}} | Granada CF              |
|        | DEF     | Cedric Djeugoue     | 28 d'agost de 1992     | {{{caps}}} | {{{goals}}} | Coton Sport             |
|        | MIG     | Jean Makoun         | 29 de maig de 1983     | {{{caps}}} | {{{goals}}} | Stade Rennais FC        |
|        | MIG     | Stéphane Mbia       | 20 de maig de 1986     | {{{caps}}} | {{{goals}}} | Sevilla FC              |
|        | MIG     | Alex Song           | 9 de setembre de 1987  | {{{caps}}} | {{{goals}}} | FC Barcelona            |
|        | MIG     | Landry N'Guémo      | 28 de novembre de 1985 | {{{caps}}} | {{{goals}}} | FC Girondins de Bordeus |
|        | MIG     | Eyong Enoh          | 23 de març de 1986     | {{{caps}}} | {{{goals}}} | Antalyaspor             |
|        | MIG     | Edgar Salli         | 17 d'agost de 1992     | {{{caps}}} | {{{goals}}} | RC Lens                 |
|        | DAV     | Samuel Eto'o        | 10 de març de 1981     | {{{caps}}} | {{{goals}}} | Unattached              |
|        | DAV     | Pierre Webó         | 20 de gener de 1982    | {{{caps}}} | {{{goals}}} | Fenerbahçe SK           |
|        | DAV     | Maxim Choupo-Moting | 23 de març de 1989     | {{{caps}}} | {{{goals}}} | Mainz 05                |
|        | DAV     | Vincent Aboubakar   | 22 de gener de 1992    | {{{caps}}} | {{{goals}}} | FC Lorient              |
|        | DAV     | Benjamin Moukandjo  | 12 de novembre de 1988 | {{{caps}}} | {{{goals}}} | AS Nancy                |
|        | DAV     | Fabrice Olinga      | 12 de maig de 1996     | {{{caps}}} | {{{goals}}} | Zulte Waregem           |

## Jugadors històrics
- Théophile Abega
- Daniel Bekono
- Joseph-Antoine Bell
- Samuel Eto'o
- Marc-Vivien Foé
- André Kana-Biyik
- Lauren
- Jean Manga Onguene
- Patrick Mboma
- Valery Mezague
- Roger Milla
- Thomas N'Kono
- François Omam-Biyik
- Geremi Njitap
- Rigobert Song
- Jacques Songo'o
- Pierre Wome